# 예르겐 스트란드 라르센
예르겐 스트란드 라르센(노르웨이어: Jørgen Strand Larsen, 2000년 2월 6일 ~ )는 노르웨이의 축구 선수이다. 그의 포지션은 공격수 또는 오른쪽 윙어로, 현재 잉글랜드 프리미어리그의 울버햄프턴 원더러스 FC에서 활약하고 있다.

## 어린 시절
예르겐 스트란드 라르센 은 2000년 2월 6일 비켄주 할렌에서 태어났다.

## 클럽 경력

### 초기 경력
라르센은 비크 할렌에서 경력을 시작한 후, 사릅스보르그 08에 입단했다. 이 기간 동안 그는 테니스, 아이스하키, 골프를 포함한 다른 스포츠를 하기도 했다. 2017년 5월 21일, 라르센은 볼레렝아와의 경기에서 교체 투입되어 1군 데뷔전을 치렀다. 4월 26일, 라르센은 드뢰바크-프로그 IL을 상대로 해트트릭을 기록했다. 그는 이후 밀란 유소년 팀으로 임대되었다.
2020년 9월 1일, 라르센은 에레디비시의 흐로닝언과 4년 계약을 맺고 이적했다. 그는 3-1로 패한 PSV와의 경기에서 선발 데뷔전을 치렀고, 이 경기에서 도움을 기록했다. 라르센은 2021년 11월 에레디비시 이달의 팀에 선정되었다. 그는 2022년 5월 흐로닝언의 올해의 선수로 선정되었다.

### 셀타
2022년 8월, 라르센은 €11M으로 추정되는 이적료에 라리가의 셀타로 이적했다. 9월 2일, 라르센은 3-0으로 이긴 카디스와의 경기에서 라리가 데뷔전을 치렀고, 이 경기에서 도움을 기록했다. 2023년 1월 13일, 그는 1-1로 비긴 비야레알과의 경기에서 68분에 셀타 비고 소속으로 데뷔골을 기록했다.

## 국가대표팀 경력
라르센은 2017년 UEFA U-17 축구 선수권 대회에서 노르웨이 U-17 축구 국가대표팀 일원으로 참가하였고, 2-2로 비긴 네덜란드와의 조별 리그 경기에서 팀의 첫 번째 골을 넣으며 동점골을 기록했다.
2020년 11월, 라르센은 처음으로 성인 국가대표팀에 차출되었다. 2023년 9월 7일, 라르센은 6-0으로 이긴 요르단과의 홈에서 열린 친선 경기에서 대표팀 데뷔골을 넣었고 두 개의 도움을 기록했다.

## 플레이스타일
라르센은 키가 크고 피지컬이 좋은 스트라이커로, 골대 뒤에서의 움직임이 능숙할 뿐만 아니라 동료들과 연계 플레이를 펼칠 수 있는 기술적인 능력도 갖추고 있다. 라르센은 뛰어난 공중 능력과 근거리에서 골을 넣을 수 있는 능력으로 상대 페널티 박스 안에서 꾸준히 위협적인 존재이다. 라르센은 공과 공을 다루는 기술적인 능력이 뛰어나다는 평을 받고 있다. 그의 플레이 스타일은 동포 선수인 엘링 홀란와 비교되기도 했다.

## 사생활
라르센은 리버풀 FC의 서포터이다.

## 수상 내역
노르웨이 U-17
- 시렌카컵: 2016[14]